# نورتون رز فولبرایت
نورتون رز فولبرایت (به انگلیسی: Norton Rose Fulbright) یک شرکت حقوقی چند ملیتی است که بیش از ۳٬۸۰۰ وکیل در ۵۰ شهر دنیا دارد.

## تاریخچه
- ۱۷۹۴ - نورتون رز در لندن بنیان‌گذاری شد.
- ۲۰۰۷ - نوع شرکت به مشارکت با مسئولیت محدود تغییر کرد.
- ۲۰۱۰ - نورتون رز به بازار استرالیا وارد شد و با شرکت دیکنز ادغام شد. دیکنز استرالیا تبدیل به نورتون رز استرالیا شد.
- ۲۰۱۱ - نورتون رز وارد بازار کانادا و آفریقای جنوبی شد و با شرکت‌های اوگلوی رنو و دنیز رایتز ادغام شد. اوگلوی رنو تبدیل به نورتون رز کانادا و دنیز رایتز تبدیل به نورتون رز آفریقای جنوبی شد.
- ۲۰۱۲ - نورتون رز فعالیت خود را به آمریکای لاتین و آسیا گسترش داد و در کانادا و روسیه با شرکت‌های حقوقی دیگر ادغام شد.
- ۲۰۱۳ - نورتون رز با شرکت حقوقی آمریکایی فولبرایت و جاورسکی ادغام شد و نام آن به نورتون رز فولبرایت تغییر کرد.
- ۲۰۱۴ - نورتون رز فولبرایت اعلام کرد که در حال بازکردن شعبه خود در برزیل هستند.

## دفاتر
نورتون رز فولبرایت در سراسر اروپا، آمریکا، کانادا، آمریکای لاتین، آسیا، استرالیا، آفریقا، خاورمیانه و آسیای مرکزی شعب مختلفی دارد :
| - اروپا - آمستردام - آتن - بروکسل - فرانکفورت - هامبورگ - لندن - میلان - مسکو - مونیخ - پاریس - پیره - پراگ - رم - ورشو - آمریکا - آستین - دالاس - دنور - هیوستون - لس آنجلس - مینیاپولیس - نیویورک - پیتسبورگ - سن آنتونیو - سنت لوئیس - واشنگتن دی سی - کانادا - کلگری - مونترآل - اتاوا - کبک - تورنتو | - آمریکای لاتین - بوگوتا - کاراکاس - ریودوژانیرو - آسیا - بانکوک - پکن - هنگ کنگ - جاکارتا - شانگهای - سنگاپور - توکیو - استرالیا - بریزبن - کانبرا - ملبورن - پرت - سیدنی - آفریقا - کیپ‌تاون - کازابلانکا - دارالسلام - دوربان - ژوهانسبورگ - خاورمیانه - ابوظبی - دوبی - منامه - ریاض - آسیای مرکزی - آلماتی |

## همکاری با مرسدس مک لارن
در ۲۳ ژانویه ۲۰۱۴ نورتون رز فولبرایت اعلام کرد که قصد همکاری با تیم فرمول یک مرسدس مک لارن را دارد. این اولین همکاری بین یک شرکت حقوقی جهانی و یک تیم فرمول یک در تاریخ مسابقات بوده‌است.